# Neolamarckia
Neolamarckia là một chi thực vật có hoa trong họ Thiến thảo (Rubiaceae).

## Loài
Chi Neolamarckia gồm các loài: